# Trichromothrips
Trichromothrips är ett släkte av insekter. Trichromothrips ingår i familjen smaltripsar.
Kladogram enligt Catalogue of Life:
| Trichromothrips | \| \| Trichromothrips cyperaceae \| \| \| \| \| \| Trichromothrips oahuensis \| \| \| \| \| \| Trichromothrips walteri \| \| \| \| \| \| Trichromothrips xanthius \| \| \| \| |
|                 | \| \| Trichromothrips cyperaceae \| \| \| \| \| \| Trichromothrips oahuensis \| \| \| \| \| \| Trichromothrips walteri \| \| \| \| \| \| Trichromothrips xanthius \| \| \| \| |
|                 | Trichromothrips cyperaceae |
|                 | |
|                 | Trichromothrips oahuensis |
|                 | |
|                 | Trichromothrips walteri |
|                 | |
|                 | Trichromothrips xanthius |
|                 | |